# 藤井村 (新潟県刈羽郡)
藤井村（ふじいむら）は、かつて新潟県刈羽郡にあった村。

## 沿革
- 1889年（明治22年）4月1日 - 町村制施行に伴い刈羽郡藤井村、田塚村、新田畑村、長浜村が合併し、藤井村が発足。
- 1901年（明治34年）11月1日 - 刈羽郡旭村と合併し、北鯖石村となり消滅。